# Колинсвил (Вирџинија)
Колинсвил (енгл. Collinsville) насељено је место без административног статуса у америчкој савезној држави Вирџинија.

## Демографија
По попису из 2010. године број становника је 7.335, што је 442 (-5,7%) становника мање него 2000. године.
| Група             | 2000.         | 2010.         |
| Белци             | 6.479 (83,3%) | 5.519 (75,2%) |
| Афроамериканци    | 877 (11,3%)   | 1.002 (13,7%) |
| Азијати           | 49 (0,6%)     | 58 (0,8%)     |
| Хиспаноамериканци | 293 (3,8%)    | 653 (8,9%)    |
| Укупно            | 7.777         | 7.335         |